# Feuerwehr in der Ukraine

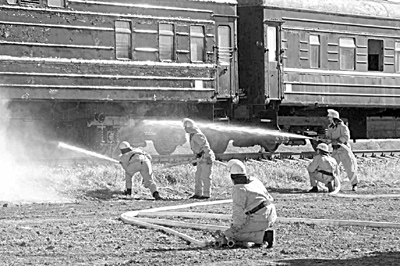
Brandbekämpfung an Bahnwaggons

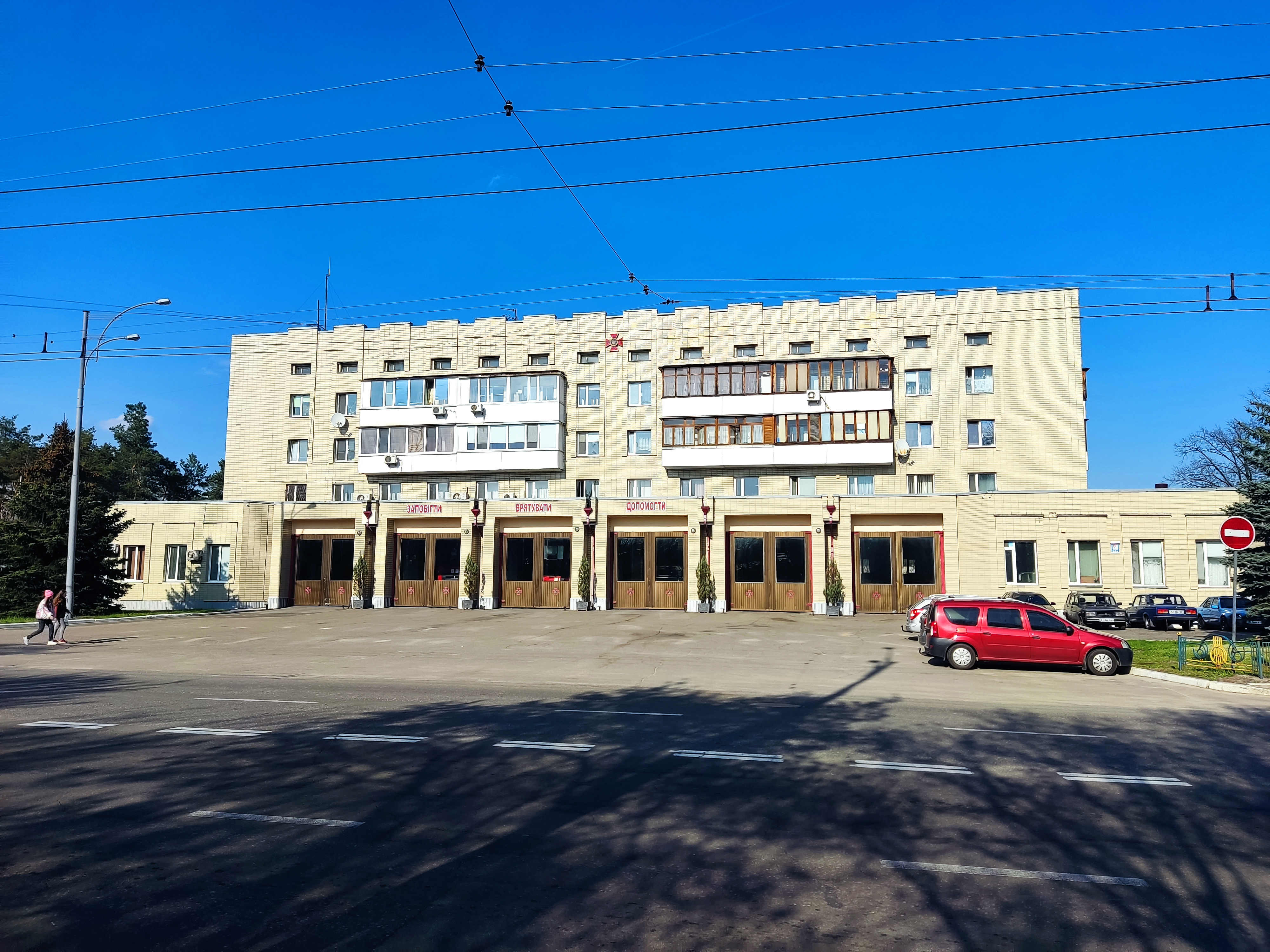
Feuerwache in Kiew

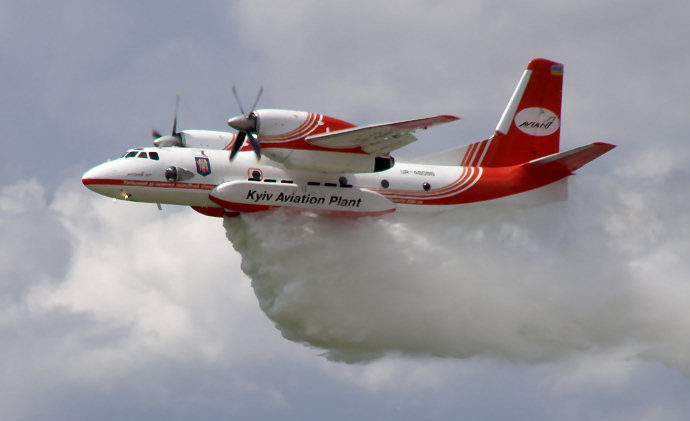
Antonow An-32 Löschflugzeug mit 8000 kg Löschmittel in zwei internen Tanks

Die Feuerwehr in der Ukraine ist ein Teil des Staatlichen Dienstes für Notfallsituationen (ukrainisch Державна служба України з надзвичайних ситуацій; kurz: DSNS/ДСНС), die im Jahr 1991 gegründet wurde. Dieser Dienst ist dem ukrainischen Innenministerium unterstellt.

## Allgemeines
In der Ukraine bestehen 2.210 Feuerwehrhäuser und Feuerwachen, in denen 3.402 Löschfahrzeuge und 290 Drehleitern bzw. Teleskopmaste für Feuerwehreinsätze bereitstehen. Insgesamt sind 195.884 Personen, davon 53.286 Berufsfeuerwehrleute und 142.598 freiwillige Feuerwehrleute, im Feuerwehrwesen tätig.
Die ukrainischen Feuerwehren wurden im Jahr 2019 zu 269.160 Einsätzen alarmiert, dabei waren 96.812 Brände zu löschen. Hierbei wurden 1.909 Tote von den Feuerwehren geborgen und 1.523 Verletzte gerettet.
Die Brandbekämpfung bei der Nuklearkatastrophe von Tschernobyl am 26. April 1986 war der umfangreichste Einsatz auf dem Gebiet der heutigen Ukraine. Bei 134 Personen, insbesondere bei Kraftwerksbeschäftigten und Feuerwehrleuten, wurde unmittelbar nach dem Ereignis eine Strahlenkrankheit diagnostiziert. 28 von ihnen starben im Jahr 1986 infolge der Strahlenkrankheit, die meisten in den ersten Monaten nach dem Reaktorunfall. In den Jahren 1987 bis 2004 starben 19 weitere von der Strahlenkrankheit betroffene Helfer, einige davon möglicherweise an den Langzeitfolgen der Strahlenkrankheit.
Ein späterer großer Feuerwehreinsatz um Tschernobyl geschah bei einem Waldbrand, der am 5. April 2020 durch den ukrainischen Umweltinspektionsdienst festgestellt wurde. Dieser Brand setzte auf einer Fläche von rund einem Quadratkilometer in der Sperrzone um das Kernkraftwerk Radioaktivität frei. Zwei Wochen nach Ausbruch waren nach Auswertungen von Satellitenbildern schätzungsweise 115 km² Waldfläche abgebrannt. Darüber hinaus kam es aufgrund der Brände zu anhaltendem und dichtem Smog in Kiew.

## Feuerwehr während russischer Invasion

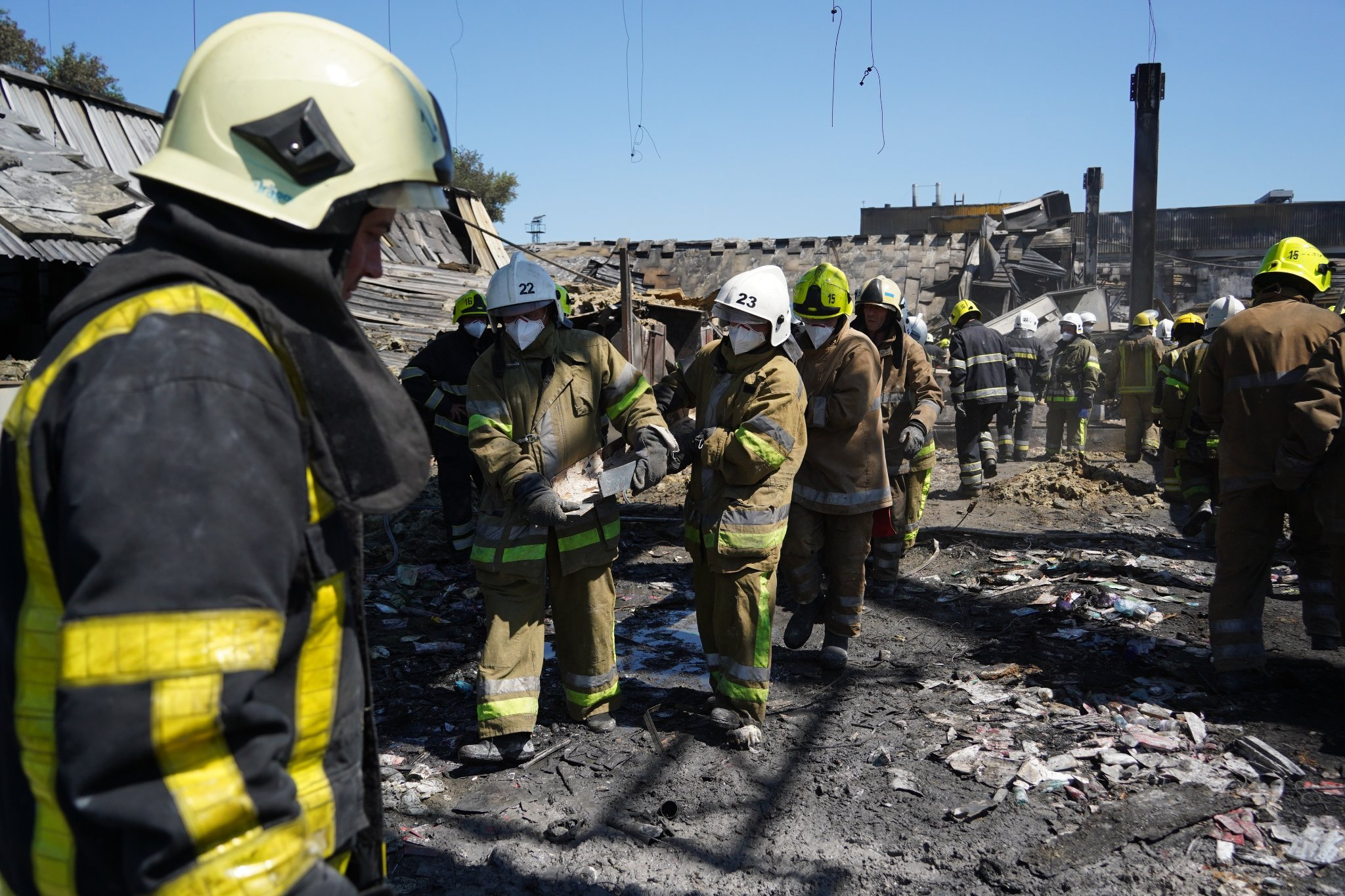
Feuerwehreinsatz nach Raketenangriff auf ein Einkaufszentrum in Krementschuk am 27. Juni 2022

In Folge des am 24. Februar 2022 begonnenen russischen Überfalls auf die Ukraine durch die Streitkräfte Russlands bekämpften am 26. Februar 2022 Einsatzkräfte der Kiewer Feuerwehr Brände in beschädigten Wohnhochhäusern.
Seit Beginn der russischen Angriffskriegs am 24. Februar 2022 leben viele Feuerwehrleute in ihren Feuerwachen, um so schnell wie möglich Hilfe leisten zu können. Sie retten Zivilisten aus den Trümmern, löschen Feuer und werden dabei selbst zur Zielscheibe.
Der Deutsche Feuerwehrverband hat am 2. März 2022 die deutschen Feuerwehren zur „Feuerwehrhilfe Ukraine“ aufgerufen, um den vom Krieg beeinträchtigten Feuerwehren in der Ukraine zu helfen.
Deutsche Feuerwehren spendeten im März 2022 dringend benötigte Fahrzeuge, Ausrüstung und Schutzkleidung für ihre Kameraden in der Ukraine. So startete die Feuerwehr Aachen mit zwei Löschfahrzeugen und zwei Krankentransportwagen Richtung Ukraine. Auf dem Weg dorthin schlossen sich weitere Feuerwehren zu einem Konvoi an. Aus vielen weiteren deutschen Städten und Gemeinden gab es ähnliche Hilfslieferungen von Feuerwehren.
In einer Videokonferenz hatten sich Ende März 2022 die Spitzen des Deutschen Feuerwehrverbandes (DFV) und des Polnischen Feuerwehrverbandes mit den Vertretern des staatlichen Dienstes der Ukraine für Notfallsituationen (DSNS) über weitere Spendenaktionen abgestimmt. Hierbei wurde bekannt, dass 24 Feuerwehrleute im russischen Angriffskrieg bereits ihr Leben verloren haben, mehr als doppelt so viele seien verletzt. Die beiden nationalen Feuerwehrverbände wollen die ukrainischen Einsatzkräfte weiter unterstützen. Der ukrainische Feuerwehr-General Serhiy Kruk berichtete auch von vernichteter Infrastruktur: Rund 100 Feuerwehrhäuser seien zerstört, ebenso etwa 250 Feuerwehrfahrzeuge. Der Bürgermeister von Kiew Vitali Klitschko dankte in einer Videobotschaft dem DFV für seine Unterstützung.
Russland führte am 27. Juni 2022 einen Luftangriff auf ein Einkaufszentrum im 100 km von der Frontlinie entfernten Krementschuk durch, zu dem die Feuerwehr zu einem Großeinsatz alarmiert wurde. Zum Zeitpunkt des Angriffs befanden sich laut ukrainischen Angaben etwa 1000 Menschen in dem Gebäude, mindestens 18 Menschen wurden getötet und 60 verletzt. Einen Tag später galten noch mehr als 35 Menschen als vermisst. Nach Angaben des Kommandos der ukrainischen Luftwaffen wurde das Einkaufszentrum von zwei X-22-Langstreckenraketen getroffen, die von Tu-22M3-Bombern abgefeuert wurden, welche vom Flugplatz Shaykovka (Oblast Kaluga) kamen.
Bei einem russischen Raketenangriff auf die nordukrainische Region Charkiw wurde Ende Oktober 2023 eine Feuerwache getroffen worden. Mindestens acht Feuerwehrleute seien verletzt worden, teilte der ukrainische Innenminister Ihor Klymenko mit. Im Internet verbreitete Bilder zeigten ein zerstörtes Gebäude und beschädigte Einsatzfahrzeuge der Feuerwehr.